# 2003년 이라크 침공 이후의 대량살상무기 추측

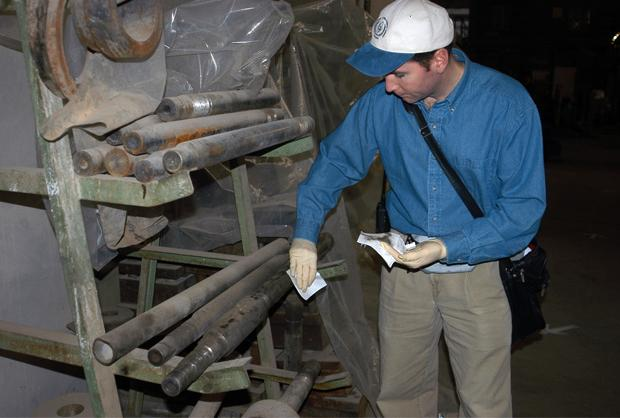
유엔 무기 사찰단이 침공 몇 달 전인 2002년 이라크 기계 공장에서 샘플을 채취하고 있는 모습

유엔 감시, 검증 및 사찰 위원회 (UNMOVIC)와 미국이 주도하는 이라크 조사단 (ISG)은 2003년 미국이 주도한 침공의 근거로 사용된 이라크의 대량살상무기 주장된 비축량을 발견하지 못했다. 미국은 2005년에 비재래식 무기 탐색 노력을 사실상 중단했고, 이라크 정보 위원회는 대량살상무기의 지속적인 존재와 관련 군사 프로그램에 대한 미국 정보 공동체의 판단이 잘못되었다고 결론 내렸다. 2004년 CIA의 공식 발표는 이라크 대통령 사담 후세인이 "2003년 3월 미국 침공 당시 불법 무기 비축량을 보유하고 있지 않았으며, 이를 생산하기 위한 어떤 프로그램도 시작하지 않았다"는 것이었다.
이러한 수색 직후와 수색 도중, 만약 이라크의 대량살상무기가 실제로 존재했었다면 어떻게 갑자기 사라질 수 있었는지에 대한 많은 이론들이 제시되었다. 이러한 이론에는 음모론, 다른 정부에 대한 비난, 사담 후세인의 성공적인 기만 노력 주장이 포함되었다. 다양한 이론에서 러시아, 시리아, 레바논, 이란, 그리고 파키스탄이 모두 이라크의 추정 대량살상무기 무기고를 이동시키거나 은닉하는 데 관여했다고 주장되었다. 2004년에는 대량살상무기가 이라크 어딘가에 숨겨져 있을 수 있다는 이론이 제시되었다. 이란-이라크 전쟁 시대로 거슬러 올라가는 일부 잔여 화학 탄두가 발견되었지만, 1991년 이후의 것은 없었다. 일부 화학무기는 바그다드 북서쪽 무타나 주립 시설 근처에서 발견되었다.
수년간 전쟁에 대한 많은 비판이 있은 후, 이라크 내 대량살상무기 주장을 이전에 지지했던 모든 인물들은 딕 체니 미국 부통령을 제외하고는 자신들이 틀렸음을 인정했다. 관련 논쟁은 전쟁의 근거를 마련했던 인물들이 정보에 의해 의도치 않게 오도되었는지, 아니면 대중을 의도적으로 속였는지에 관한 것이었다. 대량살상무기를 찾지 못한 것은 "스파이와 정치인 모두에게 깊고 지속적인 결과를 남겼고," "미국 정보의 신뢰도에 지속적인 피해"를 입혔다. 또한 이는 미국 정보 공동체가 "분석 및 감독을 위한 새로운 기준"을 개발하도록 촉진했다. 2021년부터 2025년까지 미국 국가정보국장을 지낸 애브릴 헤인스는 2023년 기사에서 "2002년 이라크의 활발한 대량살상무기 프로그램에 대한 우리의 잘못된 평가 이후 중요한 교훈을 얻었다"며, 그 이후 "구조화된 분석 기법 사용을 확대하고, 공동체 전반의 분석 표준을 수립했으며, 트레이드크래프트 감독을 강화했다"고 인용되었다.

## 그러한 비축량은 없었다

### 사담은 비축량이 없다는 것을 알고 있었다
2003년 12월 13일, 사담 후세인은 붉은 새벽 작전 중 미군에 의해 체포되었다. 타임 온라인 에디션은 그의 첫 심문에서 이라크가 대량살상무기를 보유하고 있었는지 질문받았다고 보도한다. 한 관계자에 따르면, 그의 답변은 다음과 같았다.
아니오, 물론 아닙니다. 미국이 우리와 전쟁할 이유를 만들기 위해 스스로 꾸며낸 것입니다." 심문관은 이어서 질문을 계속했고, 그 관계자는 "만약 대량살상무기가 없었다면 왜 유엔 사찰단이 시설에 들어오도록 허락하지 않았습니까?"라고 물었다. 사담의 답변은 "우리는 그들이 대통령 구역에 들어가 우리의 사생활을 침해하는 것을 원치 않았습니다."
이후 미국 구금 상태에서의 심문을 통해 사담은 2003년 미국 침공이 시작되기 직전에 장군들에게 대량살상무기가 없다고 발표했음을 밝혔다. 찰스 듀엘퍼가 제시한 한 이론은 사담이 사람들을 혼란스럽게 하고 권력을 유지하기 위해 다른 사람들에게 다른 신호를 보냈다는 것이다. 연합군이 이라크 내에서 압수한 문서들은 사담이 무기 사찰에 대해 좌절감을 느꼈음을 보여주는 것으로 보고된다. 회의 녹취록에 따르면 그는 고위 참모들에게 "우리는 숨겨놓은 것이 아무것도 없다!"고 말했다. 다른 녹취록에서는 "언제 이것이 끝날 것인가?"라고 말했고, 또 다른 녹취록에서는 "우리가 여전히 대량살상무기를 가지고 있다고 잠시도 생각하지 마라. 우리는 아무것도 없다."고 말했다.
한스 블릭스 대량살상무기 위원회는 2004년 초 자신의 저서 『이라크 무장해제(Disarming Iraq)』에서 사담이 외부 압력으로 인해 대량살상무기 비축을 포기하도록 성공적으로 저지당했다고 말했다. 이라크가 비축량을 보유하고 있지 않다는 사실을 다른 사람들에게 설득하는 데 왜 그렇게 실패했는지(이라크 경제를 마비시킨 제재를 허용하면서), 블릭스는 몇 가지 이유를 지적했다.
- 미국은 사담에게 그가 사라져야만 문제가 해결될 것이라고 거듭 분명히 했다. 그는 사찰단이 떠날 것이라고 예상하지 않았다.
- 사담은 종종 자신의 나라를 매우 자랑스러워하는 것으로 알려졌으며, 다른 나라의 관찰자들이 이라크의 가장 중요한 시설 중 일부에 들어오는 것을 허용하는 데 반대했을 수 있다.
- 이라크는 유엔에 자신들이 의무를 이행했으며 모든 금지된 무기를 제거했다고 거듭 말했지만, 그들은 고의적인 모호성이 유리하다고 생각했을 수 있다.
- 이라크는 자신들의 재래식 무기를 비밀로 유지하고 싶었을 수 있다. 일부 사찰관은 이라크를 폭격하던 국가의 군대 및 정보기관과 밀접한 관계를 맺고 있었다.

### 사담은 비축량이 없다는 것을 몰랐다
2003년 말 가디언에 따르면, 화이트홀의 영국 관리들은 사담 후세인과 그의 고위 참모들이 하급 장교들에게 "이라크가 정말로 대량살상무기를 보유하고 있다고 믿도록 속임을 당했을 수 있다"는 이론을 유포하기 시작했다. 그리고 영국 정보기관의 정보원 대부분이 사담과 가까운 동일한 고위 참모들이었기 때문에 영국도 속임을 당했다. 이 신문은 이 가설이 "정부가 이라크에서 대량살상무기를 발견하지 못한 것에 대해 아무리 믿기 어려운 변명이라도 찾고 있다는 해석에 열려 있다"고 덧붙였다. 6개월 후 버틀러 정보 보고서의 조사 결과에 대해 USA 투데이는 영국의 비밀정보국이 "사담 정권 내에 믿을 만한 인간 정보원이 놀랍도록 적었다"고 보도했다.

## 비축량이 다른 나라로 운반되었다
이라크의 대량살상무기가 외국, 즉 시리아, 레바논 및 이란으로 운반되었을 가능성에 대한 소문이 만연했다. 이는 특히 이라크 자유 작전이 시작되기 몇 주 전에 두드러졌다.

### 러시아 연루 가능성
루마니아 정보부 탈북자 이온 미하이 파체파는 화학무기 제거 작전이 소련에 의해 리비아를 위해 준비되었으며, 30여 년 전 루마니아 대통령 니콜라에 차우셰스쿠, KGB 의장 유리 안드로포프, 그리고 나중에 예브게니 프리마코프로부터 이라크에 대한 유사한 계획이 존재한다는 이야기를 들었다고 주장했다. 파체파는 "러시아 GRU 기관이 2003년 미국의 이라크 침공 이전에 사담 후세인이 그의 화학무기를 파괴하거나 숨기거나 옮기도록 도왔다는 것은 완벽하게 명백하다"고 썼다. "결국 러시아는 사담이 처음부터 그 무기를 손에 넣도록 도왔다."

### 시리아

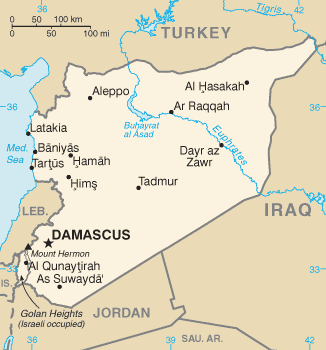
시리아 지도, 이라크 서쪽에 위치한 시리아

전 이라크 장군 조르주 사다는 2002년 말 사담이 모든 비축물을 시리아로 옮기라고 명령했다고 주장했다. 그는 2006년 1월 폭스 뉴스의 해니티 앤 콜메스에 출연하여 자신의 책 『사담의 비밀: 이라크 장군이 사담 후세인에게 저항하고 살아남는 법』에 대해 논했다. 사다는 11월 1일 무기 사찰관이 도착할 것을 예상하고, 사담이 6월 4일 시리아의 자이준 댐 재앙을 이용하여 "공중 다리"를 형성하고, 화물 항공기에 실어 국외로 운반했다고 말했다.
그들은 공중과 지상으로 이동했으며, 점보 747기가 56회 출격했고, 27대가 화물기로 개조된 후 시리아로 이동되었습니다.
2004년 1월, 서유럽으로 이주한 시리아 기자 니자르 나유프는 네덜란드 신문 데 텔레그라프에 편지를 보내 이라크의 대량살상무기가 시리아 내 세 곳에 보관되어 있다는 것을 안다고 말했다. 나유프의 증언은 2년 동안 알고 지낸 시리아 군사 정보기관의 고위 소식통으로부터 들은 것으로, 이라크의 대량살상무기는 시리아 북부 하마 시 근처 알바이더 마을 아래 파인 터널에, 살라미자 마을 북쪽 탈 스난 마을에 있는 큰 시리아 공군 캠프에, 그리고 홈스 시 남쪽 레바논과 시리아 국경에 있는 신자르 시에 보관되어 있다고 한다. 나유프는 또한 이라크 대량살상무기의 시리아 이전은 사담 후세인의 이라크 공화국 수비대 사령관들, 그 중 살리시 장군을 포함하여, 바샤르 알아사드의 사촌인 아세프 샤우카트의 도움으로 조직되었다고 썼다. 샤우카트는 아사드 가문이 소유한 수출입 회사 바하의 CEO이다. 콘돌리자 라이스 미국 국무장관은 이 비난에 대해 "이 문제에 대해 판단할 시점이라고 생각하지 않는다. 그런 일이 일어났다는 확실한 증거는 없다. 그러나 우리는 모든 단서를 따를 것이며, 만약 실제로 그런 일이 일어났다면 심각한 문제가 될 것이다"라고 말했다.
2002년 7월부터 2005년 6월까지 이스라엘 방위군 참모총장을 지낸 전 이스라엘 장교 모셰 야알론 중장도 비슷한 주장을 했다. 2004년 4월 그는 "아마도 그들은 시리아와 같은 다른 나라로 옮겼을 것이다"라고 인용되었다. 야알론 장군은 2005년 12월 뉴욕 선에 더욱 단호하게 "그[사담]는 이라크에서 시리아로 화학 물질을 옮겼다"고 말했다. 2005년 가을 미들 이스트 쿼터리 또한 이스라엘 총리 아리엘 샤론이 2002년 12월 이스라엘 채널 2에 출연하여 "... 사담이 숨기려고 노력하는 화학 및 생물 무기가 이라크에서 시리아로 옮겨졌다"고 말했다고 보도했다.
2006년 2월, 1991년 걸프 전쟁 직전에 망명한 전 이라크 장군 알리 이브라힘 알 티크리티는 라이언 마우로와의 인터뷰에서 다음과 같이 말했다.
저는 사담의 무기가 시리아에 있다는 것을 알고 있습니다. 이는 1980년대 후반으로 거슬러 올라가는 특정 군사 협정 때문입니다. 이 협정은 적국에 의해 수도가 위협받는 경우를 다루었습니다. 게다가 저는 이미 알고 있던 바를 확인해 준 여러 연락처들과 이 문제에 대해 심도 있게 논의했습니다. 이 시점에서 사담은 미국이 결국 그의 무기를 찾으러 올 것이며, 미국이 이전 걸프 전쟁에서 그랬던 것처럼 그냥 내버려 두지 않을 것임을 알고 있었습니다. 그는 여러 해 동안 거짓말을 해왔고 범아랍 민족주의자들 사이에서 정당성을 유지하기를 원했습니다. 그는 또한 권력을 잡은 이후부터 서방을 난처하게 만들기를 원했고, 이것이 완벽한 기회였습니다. 사담이 그런 무기를 가지고 있지 않다고 부인한 후, 그가 그것들을 사용하거나 쉽게 찾을 수 있도록 내버려둘 리가 없었을까요? 그것은 그가 개인적인 원한을 품고 있는 부시 대통령에게만 정당성을 부여할 뿐입니다. 우리가 지금 목격하는 것은 처음부터 전쟁에 반대했던 많은 사람들이 사담 주위에 모여 대량살상무기에 대한 거짓말을 근거로 주권 지도자를 전복시켰다고 말하는 것입니다. 이것이 바로 사담이 원하고 예측했던 일입니다.
알-티크리티의 인터뷰는 프론트페이지 매거진과 월드넷데일리와 같은 보수 웹사이트에 크게 실렸지만, 주류 언론의 주목을 받지 못했다. 살롱 매거진 편집자 알렉스 코펠만은 사다와 알-티크리티의 이야기 모두를 의심하며, 1990년 시리아가 이라크에 맞서 연합군 편을 든 결정은 이전의 어떤 군사 협정도 무효화했을 것이라고 주장했다.
익명의 두 국방부 관계자가 더 워싱턴 타임스에 말한 바에 따르면, 이라크 조사단은 사담 후세인이 시리아 국경에서 경비병들을 주기적으로 교체하고 그 자리에 정보 요원들을 배치하여 시리아와 이라크 간의 금지된 물품 이동을 감독했다고 들었다. 그들은 미국 침공 전에 국경에서 대형 트럭들의 통행량이 많았다고 보고했다. 앞서 더 데일리 텔레그래프와의 전화 인터뷰에서 전 이라크 조사단장 데이비드 케이는 이렇게 말했다: "우리는 전 이라크 관리들에 대한 일부 심문을 통해 전쟁 전에 많은 물자가 시리아로 넘어갔다는 것을 알고 있습니다. 사담의 대량살상무기 프로그램의 일부 구성 요소도 포함해서요. 정확히 무엇이 시리아로 넘어갔고, 그것이 어떻게 되었는지는 해결해야 할 중요한 문제입니다." 위성 이미지 또한 침공 전후 이라크-시리아 국경에서 활동을 포착했다. 2003년 국립 이미지 및 지도 제작국을 이끌었던 제임스 R. 클래퍼는 미국 정보기관이 이라크에서 시리아로 이동하는 다수의 차량, 주로 민간 트럭을 추적했다고 말했다. 클래퍼는 그 트럭들이 이라크의 대량살상무기 프로그램과 관련된 물질을 운반했을 수 있다고 시사했다.
ISG는 이러한 주장을 조사하고 검토하기 위해 특별 실무 그룹을 구성했다. 출판 당시 사찰단장이었던 찰스 듀엘퍼는 그룹의 결론을 요약했다: "현재 이용 가능한 증거에 근거하여, ISG는 이라크에서 시리아로 대량살상무기 물질의 공식적인 이전이 일어났을 가능성이 낮다고 판단했다. 그러나 ISG는 제한된 대량살상무기 관련 물질의 비공식적인 이동을 배제할 수 없었다."

### 요르단
2004년 4월, 요르단 관리들은 알카에다와 연계된 테러리스트들이 요르단 정보본부에 대한 화학 공격을 계획하고 있었으며, 이는 20,000명의 인명을 앗아갈 수 있었다고 발표했다. 아부 무사브 알자르카위, 알카에다 이라크 지부의 자칭 지도자의 지시를 받아, 계획자들은 20톤의 폭발물로 가득 찬 트럭을 가지고 시리아에서 요르단으로 들어왔다고 관리들은 말했다. 시리아 관리들은 이러한 주장을 부인했다. 미국 관리들은 CIA 및 기타 미국 기관들 내에서 압수된 화학 물질이 화학무기를 만들 의도였는지 재래식 폭탄을 만들 의도였는지에 대한 논쟁이 있었다고 말했다. 많은 양의 황산이 압수되었는데, 이는 수포작용제로 사용될 수 있지만, 재래식 폭발의 규모를 늘리는 데 더 흔히 사용된다.
2006년 2월, 요르단 군사 법원은 이라크의 알카에다 지도자 아부 무사브 알자르카위를 포함한 9명에게 공격을 계획한 혐의로 사형을 선고했다. 이들 남성의 변호인들은 자백이 2주간의 고문 끝에 얻어졌다고 주장했다. 자르카위는 자신의 그룹이 이 계획의 배후임을 인정했지만, 화학무기가 사용될 예정이었다는 것은 부인했다. 두 명은 최대 3년형을 선고받았고, 두 명은 무죄 판결을 받았다.

### 레바논

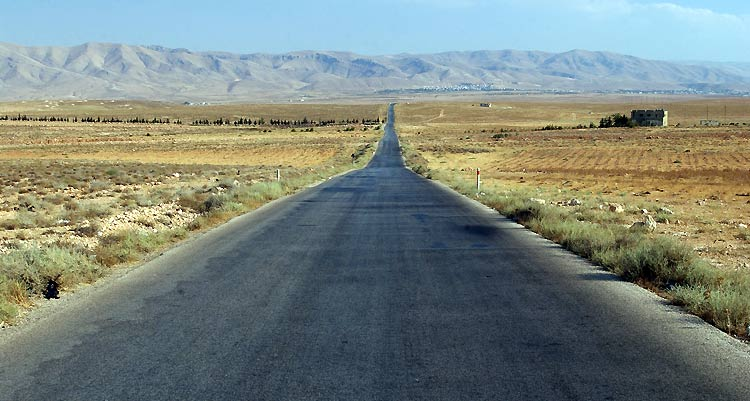
베카 계곡을 지나는 길

미국 인터넷 신문 월드 트리뷴은 2003년 8월 이라크의 대량살상무기가 레바논의 강력하게 요새화된 베카 계곡으로 옮겨졌을 수 있다고 보도했다. 이 기사에 따르면, 미국 정보기관은 침공 몇 주 전 이라크에서 시리아를 거쳐 레바논으로 이동하는 "트랙터-트레일러 트럭의 흐름"을 확인했다.
전 미국 국방차관보 존 A. 쇼 또한 러시아가 시리아와 레바논 양쪽으로 물질을 운반하는 데 광범위한 역할을 했으며, 이는 "미국이 이를 발견하는 것을 막기 위함"이라고 주장했다. 쇼는 트럭들이 시리아로 물질을 운반하고 빈 상태로 돌아왔다고 주장했다. 또한 경고 문구가 쓰인 용기들이 베이루트 병원 지하실로 옮겨졌다. "그들은 러시아 스페츠나츠 (특수 부대) 비제복 부대에 의해 이동되었는데, 이 부대는 무기를 이동시키고 그 존재의 모든 증거를 말소하기 위해 특별히 이라크로 파견되었다." 중화인민공화국도 대량살상무기 장비를 제거하는 데 도움을 주었다고 주장된다. 국방부 공보담당 수석 부차관보 로렌스 디 리타는 쇼의 주장을 "터무니없고 아무 근거도 없다"고 일축했다. 디 리타는 쇼가 "여러 차례 그의 광범위하고 환상적인 주장에 대한 증거를 제시하고 국방부 감사관에게 제출하도록 지시받았지만, 내 알기로는 그렇게 하지 않았다"고 언급했다. 전 러시아 대외정보부 국장 예브게니 프리마코프는 코메르산트에 "쇼의 모든 선정적인 폭로는 완전히 말도 안 되는 소리"라고 말하며 이 이야기를 부인했다.

### 이란
존 로프투스는 이란이 불법 물질을 획득했다는 정보를 보았다. 데이브 가우바츠에 대한 기사에서 멜라니 필립스는 로프투스가 "사담이 마지막 웃음을 지었고, 그의 비밀 비축량을 이란의 핵무기 프로그램에 기부했다"고 말했다고 인용했다. 필립스는 존 네그로폰테가 정보를 은폐했다고 비난하며, 의회 조사를 요구하는 존 로프투스의 편지를 재수록하여 자신의 보도를 이어나갔다. 살롱 매거진 칼럼니스트 글렌 그린월드는 필립스가 "어리석고 미친 음모론"을 조장한다고 비난했다.

### 파키스탄
인도 대테러 부서의 전 책임자이자 국가안보자문위원회 위원인 B. 라만은 A.Q. 칸이 이라크의 대량살상무기를 파키스탄으로 옮기는 데 도움을 주었을 수 있다고 제안한다. 사우스 아시아 분석 그룹에 글을 쓰면서 그는 익명의 파키스탄 소식통을 인용하여 칸이 "그의 도움을 구했던" 이라크 정보 관리들이 금지된 일부 물질을 시리아에서 파키스탄으로 공수하여 "유엔 사찰관의 손에 넘어가는 것을 막는 데" 동의했다고 주장했다. 라만에 따르면, 페르베즈 무샤라프는 "이것이 파키스탄 언론에 부각되지 않도록" 열심히 노력하고 있다.

## 이라크에 여전히 숨겨진 비축량
미국은 1982년 7월부터 적어도 1988년까지 지속된 이란-이라크 전쟁 동안 이라크의 화학무기에 대한 긍정적인 정보를 가지고 있었다. 사린, 겨자 가스, 타분 신경작용제(GA로도 알려짐)의 사용이 확인되었다. 정보기관은 2002년에도 이라크가 여전히 대량살상무기를 보유하고 있다고 가정할 때 이 데이터에 의존했지만, 정보를 확인할 수는 없었다.
2004년 6월 MSNBC의 하드볼에 출연한 폴 월포위츠는 이라크가 "물건을 옮길 시간도 많았고, 숨길 시간도 많았다"며 무기 상황에 변화가 없다고 주장했다. 3주 후 버틀러 보고서를 마무리하며 버틀러 브록웰 경은 "이라크는 매우 넓은 곳이고, 모래가 많다. ... 이라크 전체를 파헤치는 것은 비실용적이지만, '그곳에 아무것도 없다고' 절대적으로 확신한다고 말하는 것은 우리의 판단으로는 매우 경솔하고 근거 없는 말일 것이다."라고 말했다.
전 펜타곤 조사관 데이브 가우바츠는 2003년에 숨겨진 대량살상무기(WMD) 장소를 발견했다고 주장하지만, 그의 보고서는 무시되었고 CIA, 국방부, 그리고 부시 행정부의 은폐의 일환으로 파괴되었다. 이로 인해 러시아, 이라크, 시리아 연합이 대량살상무기를 발굴하여 시리아로 옮길 수 있었다. 이 주장은 와이어드와 살롱에 의해 기각되었는데, 살롱은 이 주장이 부시 대통령, 군 지도자, 상원 민주당원 모두가 거대한 음모론에 가담해야만 가능하다고 지적했다. 이라크 무기 담당 CIA 특별고문인 찰스 A. 듀엘퍼의 이라크 조사단 최종 보고서는 모든 비축량이 전쟁 훨씬 이전에 파괴되었으며 시리아로의 이전은 "불가능하다"고 결론 내렸다.

### 잔여 화학무기
일부 잔여 대량살상무기는 이라크 전역의 여러 장소에 흩어져 있었지만, 대부분은 오래되고 사용할 수 없었다. 미군의 이라크 점령 기간 동안, 무기가 가끔 발견되어 파괴되었다. 때로는 이러한 무기들이 화학무기 양성 반응을 보였다. 대부분의 화학 탄두는 이란-이라크 전쟁 시대의 잔여물이었으며, 1991년 이후의 것은 없었다. 대부분의 화학무기는 바그다드에서 멀지 않은 무타나 주립 시설 근처에서 발견되었다. 미국과 이라크군은 2004년부터 2011년까지 6건의 문서화된 무기 관련 부상을 입었는데, 여기에는 2010년 4월 "이라크 경찰 순찰대가 티그리스강 근처에서 M110 겨자탄 포탄 십여 개를 발견하여 회수하는 과정에서 부상을 입은" 사건도 포함된다. 그러나 대부분의 세부 사항은 여전히 기밀로 분류되어 있다.